# Zatyki (Zalewo)
Zatyki (deutsch Kattern) ist eine Ortschaft in der Woiwodschaft Ermland-Masuren im nordöstlichen Polen. Der Ort gehört zur Gmina Zalewo im Powiat Iławski. 
Zatyki liegt in der Moränenlandschaft des Oberlands, etwa vier Kilometer südöstlich von Zalewo.  

## Geschichte
Der Ort taucht in den Quellen zunächst als Satheken (Ordensfoliant 161), dann als Kathreyn (Großes Zinsbuch) auf.

### Hakenzinsdorf
Kattern wurde vom Deutschen Orden als Hakenzinsdorf gegründet. Der Ort umfasste 39 Haken, von denen drei Haken nach 1400 zum Gut eines kleinen Freien wurden. Dieses Freigut, das sich nur durch seine Rechtslage von den übrigen prußischen Bauernhöfen unterschied, wurde später zur Keimzelle des Ritterguts.   

### Gut Kattern
Im Jahre 1470 verschrieb der Hochmeister Heinrich von Richtenberg dem Hans Falkenhayn um seiner Dienste willen im letzten Kriege die zwei Dörfer Katherndorff und Scherpau zu Magdeburger Recht. Dort ist er noch im Jahre 1484 bezeugt. Die Verschreibung wurde im Jahre 1531 für Sebastian von Falkenhain (jetzt über 22 Hufen lautend) erneuert. In den Jahren 1594 und 1599 ist ein Florian von Falkenhain als Erbherr auf Kattern und anderen Besitzungen bezeugt. Im Jahre 1628 erhielt die Witwe des Hans von Falkenhain die Erlaubnis des Kurfürsten Georg Wilhelm, die Güter zu Kattern und Kuppen sowie das Kloster zu Saalfeld verkaufen zu dürfen.
Spätestens seit 1785 bis mindestens 1836 wurde Kattern als Vorwerk des benachbarten Ritterguts Mitteldorf bewirtschaftet. Im Jahre 1785 gab es in Kattern 15 Feuerstellen. Im Jahre 1848 führte die Statistik für den Regierungsbezirk Königsberg Kattern als standschaftsfähiges Rittergut mit eigener Patrimonialgerichtsbarkeit. Es beherbergte in elf Wohngebäuden 130 Einwohner, alle evangelisch und deutschsprachig.
In der zweiten Hälfte des  19. Jahrhunderts hatte Kattern den Status eines Gutsbezirks. Im Jahre 1874 wurde dieser dem Amtsbezirk Kuppen im Kreis Mohrungen unterstellt. Im Zuge einer Gebietsreform (Auflösung der Gutsbezirke in Preußen) wurde Kattern im Jahre 1928 in die benachbarte Landgemeinde Sorbehnen eingemeindet. Die Verwaltungszugehörigkeit zu Gemeinde und Amtsbezirk blieb dann bis 1945 unverändert.

### Zatyki seit 1945
Nach der Eingliederung in den polnischen Staat wurden die deutschen Einwohner vertrieben und durch Polen ersetzt. Kattern wurde der neugebildeten Gmina Zalewo zugeschlagen und durch Ministerialerlass vom 4. April 1950 in Zatyki umbenannt. Zatyki wird vom Schulzenamt in Rąbity mitbetreut.